# Emmitsburg
Emmitsburg è un comune degli Stati Uniti d'America, nella Contea di Frederick, nello Stato del Maryland, presso i confini con la Pennsylvania.

## Geografia fisica
Si estende su una superficie di 3 km² e nel 2000 la sua popolazione ammontava a 2 290 abitanti (769,5 per km²).

## Storia
Fondata nel 1785, la città è sede di numerose istituzioni culturali (Mount Saint Mary's University, National Fire Academy).
Elizabeth Ann Bayley Seton (1774-1821, canonizzata nel 1975), vi fondò nel 1809 le sue Suore della Carità, ispirate alle Figlie della Carità di San Vincenzo de' Paoli: da questa congregazione (unita nel 1849 a quella di Vincenzo de' Paoli) ebbero origine numerosi istituti religiosi, presenti soprattutto nell'America settentrionale (le Suore della Carità di New York, Cincinnati, Halifax, Seton Hill, di Sant'Elisabetta).